# Nesonycteris
Nesonycteris — рід рукокрилих ссавців із родини криланових. Ендеміки Папуа Нової Гвінеї й Соломонових островів. Раніше види Nesonycteris класифікували в межах роду Melonycteris.